# Franz Karl Burgmer
Franz Karl Burgmer (* 28. Februar 1930 in Dürscheid; † 27. September 2017 in Köln) war ein deutscher Politiker der CDU und Architekt.

## Ausbildung und Beruf
Franz Karl Burgmer besuchte die Volksschule und das Progymnasium Bensberg, an dem er 1948 die Mittlere Reife erhielt. Von 1948 bis 1952 absolvierte er ein Maurerpraktikum und eine Bauzeichnerlehre. Von 1952 bis 1955 war er Bauzeichner und von 1955 bis 1965 Architekt und Bauleiter. Als freischaffender Architekt war er von 1965 bis 1971 tätig, 1971 wurde er als freischaffender Architekt Mitglied in einer Architektensozietät.

## Politik
Franz Karl Burgmer war von 1955 bis zu seinem Tod Mitglied der CDU. Er wurde Mitglied im Stadtparteivorstand und im Parteivorstand des Rheinisch-Bergischen Kreises. Von 1956 bis 1974 war er Stadtverordneter in Bensberg und hier auch Fraktionsvorsitzender der CDU von 1968 bis 1974. Nach Zusammenlegung der Städte Bensberg und Bergisch Gladbach wurde er 1975 erster Bürgermeister im „neuen“ Bergisch Gladbach und blieb es bis 1984.
Franz Karl Burgmer war vom 28. Mai 1975 bis zum 29. Mai 1985 direkt gewähltes Mitglied des 8. und 9. Landtages von Nordrhein-Westfalen für den Wahlkreis 027 Rheinisch-Bergischer Kreis I bzw. für den Wahlkreis 024 Rheinisch-Bergischer Kreis III.